# Patricio Loustau
Patricio Hernán Loustau (Lomas de Zamora, 15 aprile 1975) è un arbitro di calcio argentino.

## Carriera
Figlio di Juan Carlos Loustau, anch'egli arbitro internazionale, esordisce nella massima serie argentina nel 2009, diventando arbitro internazionale nel 2011. Proprio nel 2011, in seguito a un match tra Boca e River Plate, è stato accusato di aver condotto un arbitraggio a favore del Boca e di aver negato tre rigori al River Plate.
Il 6 settembre 2013, in seguito ad un match tra Perù e Uruguay valevole per le qualificazioni ai Mondiali, è stato scortato fuori dallo stadio, in quanto accusato di aver negato un rigore a favore del Perù.
Nel 2016 viene selezionato per la Copa América Centenario, dove dirige due incontri della fase a gironi, più il quarto di finale tra Perù e Colombia.